# Nana de l'Ossa Menor
La Nana de l'Ossa Menor és una galàxia nana el·líptica que va ser descoberta per A.G. Wilson a l'Observatori Lowell el 1954. Es troba a la constel·lació de l'Ossa Menor, i és una galàxia satèl·lit de la Via Làctia. La galàxia està formada principalment d'estrelles velles de baixa metal·licitat i sembla que no hi ha nova formació d'estelles.